# Roger Thorpe
Roger Thorpe is een Amerikaanse trompettist en bigband-leider. Hij is sinds 1986 de leider van het Sammy Kaye Orchestra.
Thorpe begon op zijn tiende trompet te spelen. Toen hij vijftien was trad hij op in de talentenshow van Ted Mack, The Original Amateur Hour en won drie keer. Thorpe, die een fan van trompettist/bandleider Harry James was, wist toen dat hij ook bandleider wilde worden. Tijdens highschool leidde hij een bigband, waarmee hij in de staat New York toerde. Hij speelde daarna in de bands van Les en Larry Elgart, Glenn Miller Orchestra (onder leiding van Ray McKinley), Ralph Flanagan en Woody Herman. Hij gaf vanaf 1964 les aan het Dutchess Community College en leidde er vanaf 1971 een jazzgroep. Later werd hij professor aan New York State University en leidde hij tevens een eigen bigband. In 1979 ontmoette Thorpe Sammy Kaye tijdens een concert waar beiden speelden en vroeg Kaye Thorpe mee te gaan op toer in Florida. Er ontstond een goede relatie tussen hen. In 1986 vroeg Sammy Kaye (een jaar voor zijn overlijden) Thorpe de leiding van zijn orkest op zich te nemen. 